# Чура, Джейсон
Джейсон Ариэль Чура Альманса (исп. Jeyson Ariel Chura Almanza; род. 3 февраля 2002, Санта-Крус-де-ла-Сьерра) — боливийский футболист, полузащитник клуба «Стронгест» и сборной Боливии.

## Клубная карьера
Чура — воспитанник клуба «Стронгест». 27 января 2020 года в матче против «Реал Санта-Крус» он дебютировал в боливийской Примере. 21 февраля в поединке против «Боливара» Джейсон забил свой первый гол за «Стронгест». 

## Международная карьера
В 2019 году в составе юношеской сборной Боливии Чура принял участие в юношеском чемпионате Южной Америки в Перу. На турнире он сыграл в матчах против команд Эквадора, Венесуэлы, Перу и Чили. В поединках против перуанцев и венесуэльцев Джейсон забил по голу. 
В 2021 году Чура попал в заявку на участие в Кубке Америки в Бразилии. 18 июня в матче против сборной Чили он дебютировал за сборную Боливии, а также принял участие в поединках турнира против команд Аргентины и Уругвая.